# Græsk litteratur
Den græske litteratur er en af verdens ældste. Det græske skriftsprog har en dokumenteret historie på 3.500 år – den længste af alle indoeuropæiske sprog – og den tidligste bevarede egentlige litteratur er skrevet ved indgangen til Antikken, omkring 800 f.Kr.: det drejer sig om Homers episke digte Iliaden og Odysseen. Dette markerede indgangen til den græske litteraturs storhedstid, som varede i et halvt årtusind indtil Alexander den Stores tid omkring 300 f.Kr. Men selv om storhedstiden var forbi fortsatte den græske litteratur med at være produktiv og er det stadigvæk; den mest indflydelsesrige græske bog fra efter-klassisk tid – det Nye Testamente – er muligvis også den mest indflydelsesrige overhovedet.
Den oldgræske litteratur har haft en enorm indflydelse på eftertiden, i Antikken først og fremmest på den romerske litteratur, som i stor stil lånte genrer, motiver og endda sproglige karakteristika fra den græske litteratur. Også i senere tid har den græske litteratur haft afgørende betydning for vestlig tænkning. De temaer, som tages op af græske filosoffer, dramatikere og historikere er i høj grad de samme, som er aktuelle endnu i dag: meningen med livet, kærlighed, politik, individet kontra samfundet osv.

## Arkaisk litteratur
Den græske litteratur i arkaisk tid (ca. 800-500 f.Kr.) var udelukkende poesi (litterær prosa kom først til i klassisk tid; se nedenfor). Denne poesi kan deles ind i to hovedtyper: epik og lyrik. Epikken (af ἔπος épos: "ord", "fortælling", også navn på selve digttypen) er kendetegnet ved at være stichisk (af στίχος stíchos: "linje"), dvs. den er opbygget af en fortsat række af verselinjer, mens lyrikken (af λύρη lyre, et strengeinstrument) er strofisk (af στροφή strophé: "vending"), dvs. dens verselinjer er delt ind i strofer. Desuden er epik beregnet til at blive fremsagt af en enkelt mand (en såkaldt rapsode), hvorimod lyrikken blev sunget, enten af en enkelt sanger (monodisk) eller af et kor.
Den græske epik har rødder i en tradition baseret på mundtlige overleveringer, og den blev først nedskrevet efter at have været udviklet og fortalt af rapsoder i århundreder. De eneste nedskrevne eper, som er bevaret frem til i dag, er dem, der tilskrives Homer og Hesiod. Desuden ved vi fra antikke kilder (bl.a. Aristoteles' Poetik), at der fandtes nedskrevne eper af andre digtere, de såkaldte cykliske digtere. Disse var dog, ifølge Aristoteles, ikke af lige så stor litterær værdi, og det er måske derfor, man ikke har fundet det værd at kopiere deres værker.

### Homer
Ifølge traditionen er ophavsmanden til heltedigtene Iliaden og Odysseen en blind digter ved navn Homer (Ὅμηρος Hómeros), som skal have levet i det 8. århundrede f.Kr. Det er imidlertid tvivlsomt, om Homer er en historisk person; til gengæld står det klart, at de nedskrevne udgaver af disse to digte er kulminationen på en flere hundrede år gammel mundtlig overlevering. Digtene beretter om begivenhederne hhv. før og efter Trojas fald. I Iliaden hører vi om achaiernes (grækernes) krig mod Troja (også kaldet Ilion, heraf digtets titel) og navnlig om helten Achilleus' vrede mod sin kampfælle kong Agamemnon og de begivenheder, som fulgte deraf. Odysseen fortæller om Odysseus' hjemrejse fra krigen – en eventyrlig og farefuld rejse, der kom til at tage 10 år, lige så lang tid som krigen. Desuden findes der en samling af homeriske hymner, der også tillægges Homer.
De homeriske digte havde en enorm betydning for oldtidens grækere (og romere). De var det vigtigste, der blev læst i skolen, og de blev reciteret af rapsoder ved offentlige og private fester. Mange senere forfattere forsøgte at gøre Homer kunsten efter og skrive lignende helteeper; det kendteste (og mest vellykkede) eksempel må være den romerske digter Vergils Æneide.

### Hesiod
Hesiod (Ἡσίοδος Hesíodos) var en digter og rapsode, som er ophavsmand til de to episke digte Theogonien og Værker og dage. Mens Homers eper var heltedigte, så er Hesiods først og fremmest læredigte. Theogonien (Θεογονία Theogonía: "gude-fødsel") beretter, som titlen antyder, om gudernes oprindelse og indbyrdes slægtskab samt verdens skabelse. Værker og dage (Ἔργα καὶ Ἡμέραι Érga kaì Hemérai) er en blanding af gode råd om landbrug mv., moralske formaninger, en beretning om en arvestrid mellem digteren og hans bror og til sidst en redegørelse for heldige og uheldige dage.
Det lader sig næppe afgøre, om Hesiod levede tidligere eller senere end Homer, og selv om især Værker og dage viser mange personlige træk, er det også usikkert, i hvor høj grad man kan betragte ham som en historisk person. Hesiods digte havde stor betydning for grækerne (ligesom de endnu i dag er en meget vigte kilde til datidens græske mytologi, landbrugsteknik, astronomi mv.), men alligevel betragtes Homers værker, siden Aristarchos, som vigtigere.

### Lyrik
Som nævnt ovenfor hedder lyrikken sådan, fordi den blev skrevet til at blive sunget akkompagneret af en lyre. Den tidligste af de lyriske digtere var formentlig Archilochos, som levede i det 7. århundrede f.Kr. I dag kender vi dog kun til små fragmenter af hans værker; det samme gælder for de fleste af de lyriske digtere.
I Alexandria udviklede man i hellenistisk tid en kanon over ni lyrikere, som man mente var egnede til dybere studier. De to vigtigste af disse var Sappho og Pindar, som skrev hhv. monodi (μονῳδία, dvs. sange for én sanger) og korlyrik. Sappho (ca. 620-570 f.Kr.) er uden sammenligning den vigtigste oldgræske kvindelige forfatter; hun levede på Lesbos og skrev meget personlige digte, mange af dem om sin kærlighed til unge piger. Pindar (ca. 520-443 f.Kr.) betragtedes af bl.a. Quintilian som den største græske lyriker overhovedet, og hans værker er også de bedste bevarede græske lyriske digte. De ni lyrikere talte derudover bl.a. Alkman og Anakreon.

## Klassisk litteratur
Grækenlands klassiske periode regnes normalt som tiden fra den sidste athenske tyran Hippias' fald i 510 f.Kr. til Alexander den Stores død i 323 f.Kr. Dette var en periode med store politiske forandringer (bl.a. blev det athenske demokrati indført) og krige, både mellem grækerne og deres nabofolk (Perserkrigene) og indbyrdes mellem grækerne (Peloponnesiske krig). Samtidig blomstrede den græske kultur og ikke mindst litteraturen, især i Athen. Nye genrer opstod, nemlig de forskellige slags drama og litterær prosa. De vigtigste former for litteratur var komedie, tragedie, historieskrivning og filosofi, men der blev også skrevet om andre emner, bl.a. retorik (Demosthenes, Isokrates m.fl.) og lægekunst (Hippokrates)

### Drama
Den europæiske skuespilstradition begynder i det klassiske Athen, hvor dramaer blev opført ved festivaler til ære for guden Dionysos. Det græske drama omfattede en række undergenrer: tragedie, komedie, satyrspil, mime og phlyax; men de to vigtigste af disse genrer var tragedien (τραγῳδία tragödía) og komedien (κωμῳδία komödía). Fælles for genrerne var, at de blev skrevet som poesi, altså på vers, og at de bestod dels af almindelig udveksling af replikker, dels af lyriske sange, som blev sunget af et kor.
En græsk tragedie omhandlede normalt en konflikt mellem hovedpersonen (efter hvem tragedien er opkaldt) og f.eks. guderne, skæbnen eller omverdenen. De vigtigste tragediedigtere var, i kronologisk rækkefølge: Aischylos, Sophokles og Euripides.
Mens tragedierne oftest hentede deres stof i mytologien og forhistorien, foregik komedierne normalt i samtiden; ofte blev kendte personer og aktuelle begivenheder satiriseret i komedierne. Humoren i den græske komedie var ofte særdeles grovkornet og obskøn. De vigtigste komediedigtere var Aristophanes og Menander.

### Historieskrivning
Den litterære historiegenre blev grundlagt af Herodot fra Halikarnassos i Jonien. Hans værk, der kort og godt hedder Historie, omhandler Perserkrigene samt de begivenheder, der ledte op dertil. Herodot udøvede en form for kildekritik, idet han ofte overvejede, hvilken af forskellige modstridende kilder, der havde ret i deres oplysninger; samtidig var han, i modsætning til senere historikere, ikke bleg for at bruge overnaturlige og mytologiske forklaringer.
Herodots efterfølger Thukydid tog over, hvor forgængeren slap, og beretter i sit værk, Historia, om den Peloponnesiske Krig. I modsætning til Herodot foretrak Thukydid altid naturlige forklaringer og holdt sig fra anekdotisk stof. Til gengæld bekymrede han sig ikke så meget om den litterære værdi af sit værk, for han mente, at han ikke skrev for underholdningens, men for nyttens og de kommende generationers skyld.
En tredje historiker, Xenophon, begyndte sit historieværk, Hellenika, hvor Thukydids endte, men hans værk var mere overfladisk, og han interesserede sig mest for militære emner. Denne interesse kom til sin ret i værket Anabasis om Kyros' græske lejesoldaters felttog mod perserkongen Artaxerxes. Xenophon skrev også en lang række andre værker om forskellige emner, heriblandt tre værker om sin ven og læremester Sokrates.

### Filosofi
Blandt de græske filosoffer er der især tre skikkelser, der rager op over resten, nemlig, i kronologisk rækkefølge: Sokrates, Platon og Aristoteles. Så stor er deres indflydelse endnu i dag, at man omtaler deres forgængere som førsokratikere. Af førsokratikernes skrifter er der kun overleveret fragmenter, og Sokrates selv skrev ikke noget, men hans tanker, der oftest blev udtrykt i dialog med bl.a. sofisterne, blev efter hans død i 399 f.Kr. skrevet ned af to af hans disciple: Xenophon (se ovenfor) og Platon; de tos fremstillinger af ham er dog meget forskellige. Desuden nøjedes Platon ikke med at nedskrive Sokrates' ord, men i Sokrates' navn videreudviklede han også dennes tanker til et mere kompliceret filosofisk system. I alt skrev Platon mindst 25 dialoger med Sokrates som hovedperson samt en gengivelse af Sokrates' forsvarstale.
Aristoteles var oprindeligt elev af Platon, men han udviklede sin egen filosofi, der til dels stod i opposition til Platons. Vi ved, at Aristoteles skrev dialoger ligesom Platon, men ingen af disse er bevaret frem til i dag; i stedet har vi en samling kompakte, systematiske forelæsningsmanuskripter. Mens Platon især koncentrerede sig om etik, metafysik, epistemologi og politik, skrev Aristoteles derudover også om en lang række emner, der i dag ikke længere regnes som filosofiske, bl.a. fysik, biologi, litteratur og retorik. Også efter Aristoteles fremstod der betydningsfulde græsksprogede filosoffer, se nedenfor.

## Hellenismen
Almindeligvis siger man, at den periode, som kaldes hellenismen, begyndte ved Alexander den Stores død i 323 f.Kr., eller allerede ved hans tronestigelse i 336 f.Kr. Mindre klarhed er der over, hvornår perioden sluttede: enten siger man ved Roms erobring af Grækenland i 146 f.Kr. eller ved Kejser Augustus' opnåelse af magten i Romerriget i 31 f.Kr., hvis man da overhovedet skelner mellem hellenismen og den romerske periode.
Man fortsætte i hellenismen med at skrive i stort set de samme genrer som i arkaisk og klassisk tid; den eneste egentlige nye genre var romanen.

### Biblioteket i Alexandria
Selv om der fortsat blev tænkt nye tanker og skrevet ny litteratur i hellenismen, koncentrerede man sig dog i endnu højere grad om at bevare den eksisterende litteratur – den vigtigste institution i dette arbejde var biblioteket i Alexandria. Her blev den filologiske videnskab grundlagt af lærde som Zenodotos, Aristophanes og mange andre, der ivrigt studerede de klassiske tekster og især Homers digte. Nogle af disse bibliotekarer var også selv aktive forfattere, bl.a. digterne Kallimachos og Apollonios Rhodios.

### Filosofi
Indenfor filosofien regnes hellenismen normalt som perioden fra Aristoteles' død i 322 f.Kr. frem til og med nyplatonismens opståen i det 3. århundrede e.Kr. I hellenismen var der mange vidt forskellige retninger indenfor græsk filosofi: platonikere (Platons efterfølgere), peripatetikere (Aristoteles' efterfølgere), kynikere (Antisthenes', Diogenes' og Krates' efterfølgere), skeptikere (Pyrrhons og Arkesilaos' efterfølgere), epikuræere (Epikurs efterfølgere) og stoikere (Zenons efterfølgere).
De vigtigste filosoffer var, ud over de allerede nævnte, matematikeren Arkimedes, stoikeren Poseidonios, den jødiske stoiker Philon, skeptikeren Agrippa og endelig nyplatonikerne Plotin og Porphyr.

### Jødiske skrifter
Under den jødiske diaspora bosatte mange jøder sig i græsktalende områder og optog i høj grad den græske kultur, samtidig med at de beholdt den jødiske religion og deres nationale særpræg og skikke. Især i Alexandria var koncentrationen af diasporajøder høj, og derfor udgik størstedelen af produktionen af jødisk litteratur herfra.
Det vigtigste jødiske skrift på græsk var Septuaginta, en oversættelse af Tanakh (Det Gamle Testamente), som blev foretaget i Alexandria i løbet af det 3. århundrede f.Kr. Efterhånden blev der også tilføjet yderligere skrifter til Septuaginta, de såkaldte apokryfe eller deuterokanoniske bøger, som ikke fandtes i den oprindelige hebraiske udgave. Mange jøder i datiden kunne ikke hebraisk, så for dem var Septuaginta selve Bibelen – det samme gjaldt for mange af de tidlige kristne, herunder Det Nye Testamentes forfattere.
De to vigtigste græsksprogede jødiske forfattere var filosoffen Philon (se ovenfor) og historikeren Josephus (se nedenfor), men derudover kan også nævnes tragediedigteren Ezechiel, som skrev dramaer om bibelske emner, og som er den eneste af de hellenistiske tragediedigtere, af hvis værker der er overleveret større fragmenter, nemlig 269 vers af tragedien Exagoge, baseret på Septuaginta-oversættelsen af 2. Mosebog.

## Romerriget
Græsk forblev det dominerende sprog i den østlige del af Middelhavsområdet også efter Romerrigets erobringer i de to sidste århundreder f.Kr., og det var fælles sprog i hele den kendte verden. Derfor var det helt naturligt for enhver, der ville nå en bredere kreds med sine budskaber, at skrive på græsk, sådan som f.eks. de første kristne gjorde. Også i selve Rom optog man i høj grad den græske kultur og det græske sprog som andetsprog efter latin.
De vigtigste emner for den romerske periodes græske faglitteratur var naturvidenskab, litteraturkritik og, især, historie. De to mest betydningsfulde naturvidenskabelige forfattere var lægen Galen og astronomen og matematikeren Ptolemaios, der også var geograf, ligesom Strabon og Pausanias.

### Historieskrivning
Mange af denne periodes græske historieskrivere valgte at koncentrere sig om den nye verdensmagt, Roms, historie; det gælder bl.a. Polyb, Dionysios (der også var retor og litteraturkritiker), Appian og Arrian (og allerede historikeren Timaios fra 3. århundrede f.Kr. forudså Roms betydning). Andre forsøgte at skrive universalhistorie, bl.a. Diodor og Eusebius; sidstnævnte er dog mest kendt for sit andet storværk om kirkehistorien. Der blev også skrevet om andre mere specialiserede emner, bl.a. af Plutarch, der skrev biografier om navnkundige grækere og romere, og af Josephus, der skrev om jødernes historie.

### Indflydelse på romersk litteratur
Det var en uundværlig del af enhver dannet romersk borgers uddannelse at lære græsk såvel som latin. Ofte blev de unge romere undervist i græsk af importerede græske slaver. Derfor havde det græske sprog og den græske litteratur en stor indflydelse på den romerske litteratur: dels ved at de fleste latinsksprogede forfattere efterlignede den græske litteraturs genrer, former, versemål, temaer og stil (som f.eks. Vergil, der efterlignede digterne Homer, Hesiod og Theokrit, og Cicero, der efterlignede de attiske oratorer og filosoffer), og dels ved at en mindre del af den romerske litteratur endog blev skrevet på græsk frem for latin, både af indfødte grækere (som mange af de ovennævnte græsk-romerske historikere) og af indfødte romere (som historikeren Dio Cassius og kejser Marcus Aurelius).

### Kristne skrifter
De første kristne havde fået befaling fra Jesus om at udbrede evangeliet i hele verden; derfor var det naturligt for dem at skrive og udbrede deres skrifter på datidens internationale sprog, græsk. De 27 vigtigste af den første generation af kristne skrifter (fra anden halvdel af det 1. århundrede) blev senere valgt til at udgøre det Nye Testamente, der udgør anden og sidste del af den kristne Bibel. Det Nye Testamente indeholder fire evangelieskrifter (en art biografier om Jesus) og 21 breve samt skrifterne Apostlenes Gerninger og Johannes' Åbenbaring.
Den næste generation af kristne skrifter udgøres af de apostolske fædres skrifter, der også mest er breve. Derefter fulgte en række forfattere, der kaldes kirkefædrene; de skrev, med få undtagelser, enten på græsk eller latin. Blandt de vigtigste græske kirkefædre kan nævnes Clemens, Origenes, Athanasius (alle tre virkede i Alexandria) og Johannes Chrysostomos fra Antiokia (senere patriark af Konstantinopel) samt Eusebius (se ovenfor). Kirkefædrene havde typisk som mål at forsvare kristendommen mod forfølgelser og filosofiske indvendinger.

## Byzantinsk litteratur
Efter Kejser Theodosius den Stores død i 395 blev Romerriget endelig delt i to riger: et vestligt latinsksproget rige og et østligt græsksproget rige: det Byzantinske Rige. Dette kejserrige bestod, indtil hovedstaden Konstantinopel blev erobret af osmannerne i 1453. Den byzantinske litteratur er altså middelalderens græske litteratur.
Mange græsksprogede forfattere i denne periode valgte at efterligne den klassiske periodes attiske dialekt, som var den mest prestigefulde og anerkendte, men der blev dog også skrevet i sprogformer, der bedre svarede til samtidens sprog. Den byzantiske litteratur var præget af en sammensmeltning af hellenistisk, romersk, kristen og orientalsk kultur.
Prosa i denne periode var mestendels sagprosa: historie, krønike, encyklopædi og essay samt kirkelig og teologisk litteratur. Krønikegenren var noget nyt og adskilte sig fra den klassiske historiegenre ved at være kirkelig og populær, hvor historiegenren var sekulær og elitær. Også encyklopædigenren var ny; under Konstantin 7. og efterfølgende kejsere i det 10. århundrede blomstrede denne genre med værker som antikleksikonet Suda. Den kirkelig-teologiske litteratur fortsatte traditionen fra kirkefædrene med emner som eksegese, homiletik og kirkehistorie.
Poesien i denne periode var dels kristne hymner, dels sekulær poesi og skønlitteratur, der fulgte i fodsporene på antikke forfattere som Lukian og Asklepiades m.fl., og dels folkelige viser, der imiterede antikke digtere som Apollonios Rhodios, Kallimachos og Musaios samt lod sig inspirere af frankisk ridderlig kærlighedsdigtning.

## Moderne græsk litteratur
Det moderne græske skriftsprog begyndte at udvikle sig fra det middelalderlige byzantiske græsk i løbet af det 11. århundrede. Den moderne græske periode begyndte dog først for alvor efter osmannernes erobring i 1453. Et af de allervæsentligste af den moderne græske litteraturs værker er Vitsentzos Kornaros'  romance på vers Erotokritos fra det tidlige 17. århundrede.
Perioden fra det sene 17. århundrede til den græske uafhængighedskrigs begyndelse i 1821 kaldes for den græske oplysningstid. Nogle af de vigtigste forfattere fra denne periode var Adamantios Korais og Rigas Feraios. Senere i det 19. århundrede fremkom digtere som Andreas Kalvos og Dionysios Solomos.
Den mest internationalt kendte græske romanforfatter er Nikos Kazantzakis (1883-1957), som dog selv regnede sine digte og dramaer for vigtigere end sine romaner. Andre vigtige forfattere fra det 20. århundrede er nobelprismodtagerne Giorgos Seferis og Odysseas Elytis samt digteren Manolis Anagnostakis og den postmoderne forfatter Dimitris Lyacos.